# Parente di Giotto
Parente di Giotto (* 13. Jahrhundert; † 14. Jahrhundert) war ein italienischer Maler des Mittelalters, vielleicht ein Schüler, der Giotto di Bondone nahe stand und der einigen Rekonstruktionen zufolge an einem Auftrag arbeitete, der dem Meister selbst anvertraut worden war, den er aber aufgrund anderer Verpflichtungen abgeben musste, da ihm ein Auftrag für die Ausschmückung der Unteren Basilika von Assisi erteilt worden war.

## Leben
In den Werken von Parente di Giotto, die denen des prosaischen Maestro delle Vele nahe stehen, kann man die Hand eines Künstlers erkennen, der eine breite Farbpalette besitzt, die an die Neuerungen der Cappella degli Scrovegni angepasst ist (weshalb die Fresken auf die Zeit nach 1309 datiert werden). Die Zeichnung ist jedoch klarer und scheint von der Sieneser Schule beeinflusst zu sein (die zu dieser Zeit in derselben Basilika mit Simone Martini und Pietro Lorenzetti tätig war). Das Thema ist das der Franziskanische Allegorien und in Szenen wie der Hochzeit des Heiligen Franziskus mit der Armut ist eine Geläufigkeit in der erzählerischen Darstellung und großes Geschick in der individuellen Charakterisierung der Figuren zu erkennen sowie die Liebe zum Detail und der Beschreibung der Landschaft.
Sein Stil ist in den Geschichten der Kindheit Christi im rechten Querschiff der unteren Basilika erkennbar, wo eine größere Ausdrucksintensität und eine Verstärkung des räumlichen Illusionismus zu verzeichnen sind. Einige Wissenschaftler identifizieren den Künstler mit dem geheimnisvollen Stefano (Stefano Fiorentino, der von Giorgio Vasari als ein in der nuancierten Farbgestaltung geübter Schüler genannt wird, dem aber kein Werk sicher zugeordnet werden kann). Filippo Baldinucci konstruierte einen Stammbaum, nachdem Stefano ein Enkel des Giotto di Bondone gewesen sei, ein Sohn des Malers Ricco di Lapo und Diottos Tochter Caterina. Er Stefano sei der Vater des jüngeren Giotto oder Giottino gewesen, von dem es heißt, er sei der Sohn eines „maestro Stefano“ gewesen.
Andere leugnen die Existenz dieses Meisters und sind der Meinung, dass dieses Werk nur eine Deklination der Kunst Giottos ist.

## Werke (Auswahl)

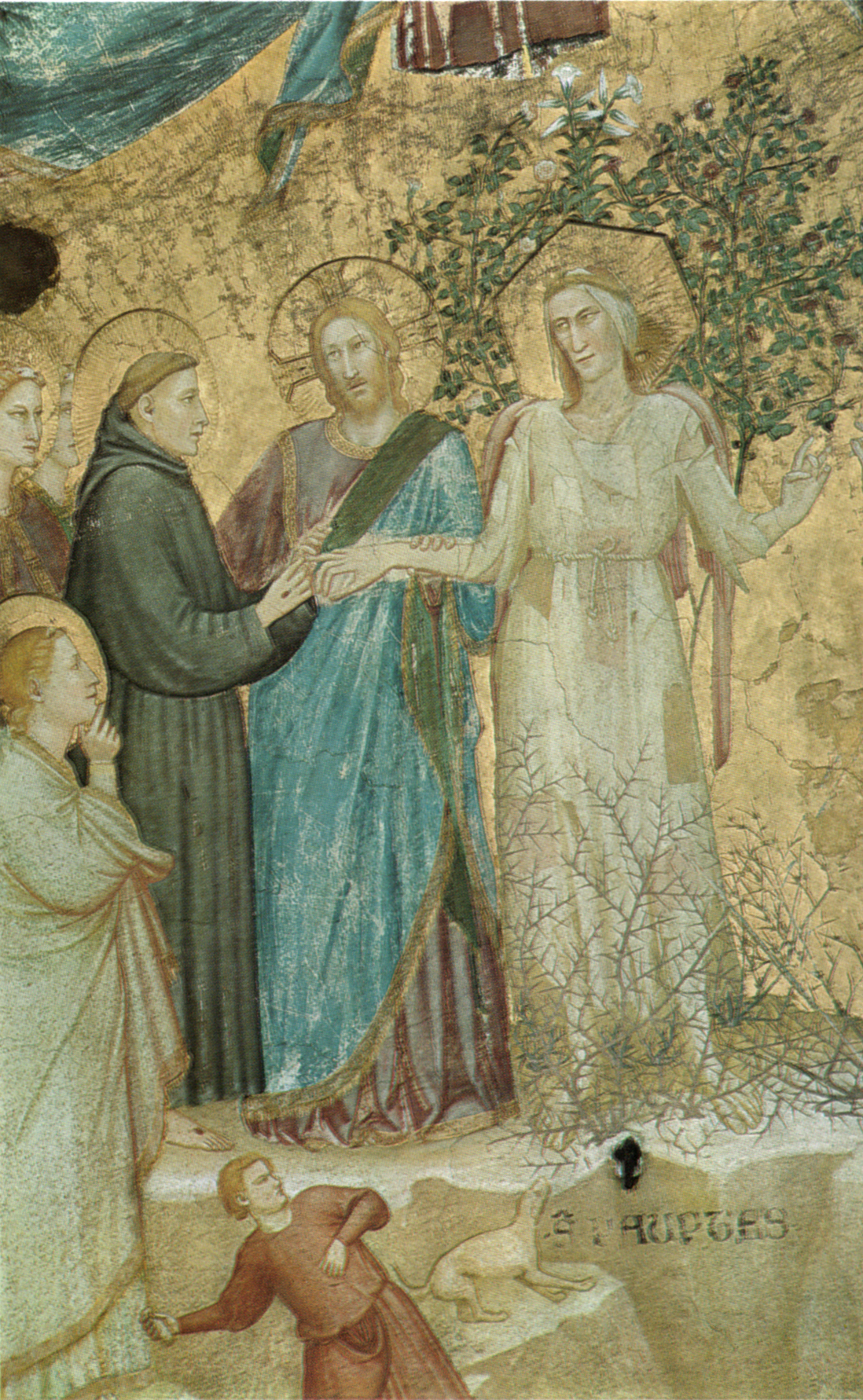
Die Ehe des Heiligen Franziskus mit der Armut

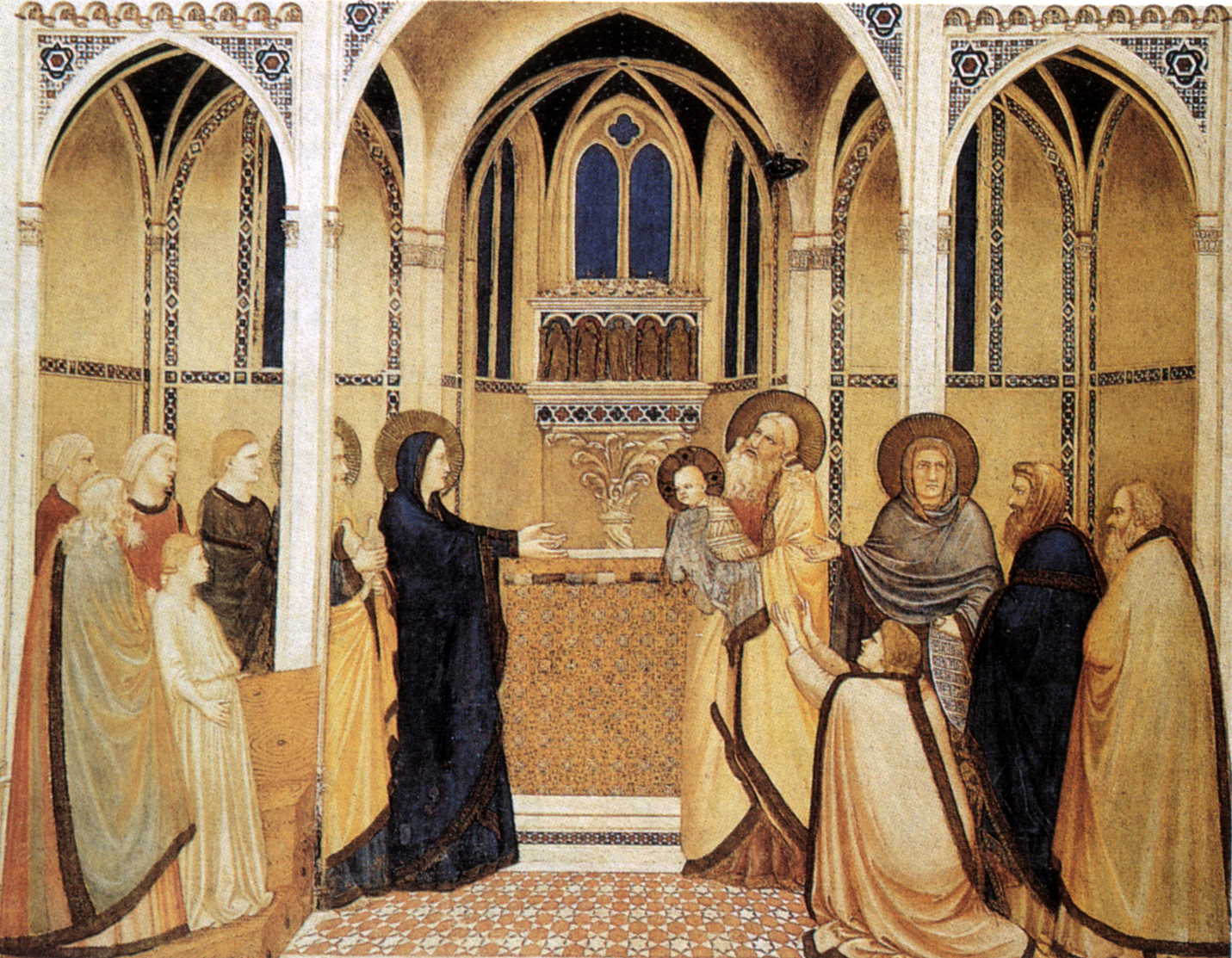
Präsentation im Tempel

- Die Ehe des Heiligen Franziskus mit der Armut, 1316–1318, Gewölbe in der Unteren Basilika von Assisi
- Präsentation im Tempel, 1316–1318, Untere Basilica, Assisi